# Палёнка (река)
Палёнка — река в Становлянском районе Липецкой области. Правый приток верховья реки Пальны.
Длина реки составляет 12,3 км.
Название произошло от уменьшительной формы гидронима Пальна.
Начинается около деревни Поряхино. Течёт в юго-восточном направлении по открытой местности и впадает в Пальну у села Калиновка на высоте 154 м над уровнем моря.
По реке получила своё название деревня Палёнка.